# Llista d'asteroides/161201-161300
| Nom      | Designació provisional | Data de descobriment   | Lloc de descobriment | Descobridor/s               |
| -------- | ---------------------- | ---------------------- | -------------------- | --------------------------- |
| 161201 - | 2002 TT254             | 9 d'octubre de 2002    | Anderson Mesa        | LONEOS                      |
| 161202 - | 2002 TN257             | 9 d'octubre de 2002    | Socorro              | LINEAR                      |
| 161203 - | 2002 TT269             | 9 d'octubre de 2002    | Socorro              | LINEAR                      |
| 161204 - | 2002 TK270             | 9 d'octubre de 2002    | Socorro              | LINEAR                      |
| 161205 - | 2002 TA271             | 9 d'octubre de 2002    | Socorro              | LINEAR                      |
| 161206 - | 2002 TG292             | 10 d'octubre de 2002   | Socorro              | LINEAR                      |
| 161207 - | 2002 TW305             | 4 d'octubre de 2002    | Apache Point         | SDSS                        |
| 161208 - | 2002 UQ5               | 28 d'octubre de 2002   | Palomar              | NEAT                        |
| 161209 - | 2002 UW5               | 28 d'octubre de 2002   | Socorro              | LINEAR                      |
| 161210 - | 2002 UG6               | 28 d'octubre de 2002   | Palomar              | NEAT                        |
| 161211 - | 2002 UA7               | 28 d'octubre de 2002   | Palomar              | NEAT                        |
| 161212 - | 2002 UE19              | 30 d'octubre de 2002   | Haleakala            | NEAT                        |
| 161213 - | 2002 UK31              | 30 d'octubre de 2002   | Haleakala            | NEAT                        |
| 161214 - | 2002 UU47              | 31 d'octubre de 2002   | Anderson Mesa        | LONEOS                      |
| 161215 - | 2002 UL66              | 30 d'octubre de 2002   | Apache Point         | SDSS                        |
| 161216 - | 2002 VR6               | 1 de novembre de 2002  | Palomar              | NEAT                        |
| 161217 - | 2002 VS54              | 6 de novembre de 2002  | Socorro              | LINEAR                      |
| 161218 - | 2002 VD85              | 10 de novembre de 2002 | Socorro              | LINEAR                      |
| 161219 - | 2002 VW138             | 14 de novembre de 2002 | Palomar              | NEAT                        |
| 161220 - | 2002 WH17              | 29 de novembre de 2002 | Eskridge             | Eskridge                    |
| 161221 - | 2002 XJ1               | 1 de desembre de 2002  | Socorro              | LINEAR                      |
| 161222 - | 2002 XO5               | 1 de desembre de 2002  | Socorro              | LINEAR                      |
| 161223 - | 2002 XG20              | 2 de desembre de 2002  | Socorro              | LINEAR                      |
| 161224 - | 2002 XP44              | 7 de desembre de 2002  | Socorro              | LINEAR                      |
| 161225 - | 2002 XN56              | 10 de desembre de 2002 | Socorro              | LINEAR                      |
| 161226 - | 2002 XC63              | 11 de desembre de 2002 | Socorro              | LINEAR                      |
| 161227 - | 2002 XO68              | 12 de desembre de 2002 | Haleakala            | NEAT                        |
| 161228 - | 2002 XF70              | 10 de desembre de 2002 | Palomar              | NEAT                        |
| 161229 - | 2002 XK71              | 10 de desembre de 2002 | Socorro              | LINEAR                      |
| 161230 - | 2002 XO90              | 13 de desembre de 2002 | Kleť                 | Kleť                        |
| 161231 - | 2002 XD108             | 6 de desembre de 2002  | Socorro              | LINEAR                      |
| 161232 - | 2002 YG18              | 31 de desembre de 2002 | Socorro              | LINEAR                      |
| 161233 - | 2003 AS2               | 2 de gener de 2003     | Socorro              | LINEAR                      |
| 161234 - | 2003 AB9               | 3 de gener de 2003     | Socorro              | LINEAR                      |
| 161235 - | 2003 AV14              | 2 de gener de 2003     | Socorro              | LINEAR                      |
| 161236 - | 2003 AK29              | 4 de gener de 2003     | Socorro              | LINEAR                      |
| 161237 - | 2003 AT36              | 7 de gener de 2003     | Socorro              | LINEAR                      |
| 161238 - | 2003 AC65              | 7 de gener de 2003     | Socorro              | LINEAR                      |
| 161239 - | 2003 AP69              | 8 de gener de 2003     | Socorro              | LINEAR                      |
| 161240 - | 2003 BK9               | 26 de gener de 2003    | Palomar              | NEAT                        |
| 161241 - | 2003 BE12              | 26 de gener de 2003    | Anderson Mesa        | LONEOS                      |
| 161242 - | 2003 BK13              | 26 de gener de 2003    | Palomar              | NEAT                        |
| 161243 - | 2003 BX16              | 26 de gener de 2003    | Haleakala            | NEAT                        |
| 161244 - | 2003 BP31              | 27 de gener de 2003    | Socorro              | LINEAR                      |
| 161245 - | 2003 BH74              | 29 de gener de 2003    | Palomar              | NEAT                        |
| 161246 - | 2003 BJ78              | 31 de gener de 2003    | Socorro              | LINEAR                      |
| 161247 - | 2003 BM84              | 30 de gener de 2003    | Anderson Mesa        | LONEOS                      |
| 161248 - | 2003 CQ17              | 6 de febrer de 2003    | Kitt Peak            | Spacewatch                  |
| 161249 - | 2003 DA4               | 22 de febrer de 2003   | Palomar              | NEAT                        |
| 161250 - | 2003 EL20              | 6 de març de 2003      | Anderson Mesa        | LONEOS                      |
| 161251 - | 2003 EQ23              | 6 de març de 2003      | Socorro              | LINEAR                      |
| 161252 - | 2003 EC28              | 6 de març de 2003      | Socorro              | LINEAR                      |
| 161253 - | 2003 EO37              | 8 de març de 2003      | Anderson Mesa        | LONEOS                      |
| 161254 - | 2003 EH41              | 9 de març de 2003      | Kitt Peak            | Spacewatch                  |
| 161255 - | 2003 EO47              | 9 de març de 2003      | Socorro              | LINEAR                      |
| 161256 - | 2003 EP53              | 9 de març de 2003      | Socorro              | LINEAR                      |
| 161257 - | 2003 FD2               | 23 de març de 2003     | Drebach              | Drebach                     |
| 161258 - | 2003 FM5               | 26 de març de 2003     | Campo Imperatore     | CINEOS                      |
| 161259 - | 2003 FN6               | 26 de març de 2003     | Kleť                 | M. Tichý, M. Kočer          |
| 161260 - | 2003 FU16              | 23 de març de 2003     | Kvistaberg           | Uppsala-DLR Asteroid Survey |
| 161261 - | 2003 FS26              | 24 de març de 2003     | Kitt Peak            | Spacewatch                  |
| 161262 - | 2003 FQ28              | 24 de març de 2003     | Haleakala            | NEAT                        |
| 161263 - | 2003 FQ31              | 23 de març de 2003     | Kitt Peak            | Spacewatch                  |
| 161264 - | 2003 FQ42              | 23 de març de 2003     | Kitt Peak            | Spacewatch                  |
| 161265 - | 2003 FR46              | 24 de març de 2003     | Kitt Peak            | Spacewatch                  |
| 161266 - | 2003 FG50              | 24 de març de 2003     | Haleakala            | NEAT                        |
| 161267 - | 2003 FD54              | 25 de març de 2003     | Haleakala            | NEAT                        |
| 161268 - | 2003 FJ61              | 26 de març de 2003     | Palomar              | NEAT                        |
| 161269 - | 2003 FM66              | 26 de març de 2003     | Palomar              | NEAT                        |
| 161270 - | 2003 FV66              | 26 de març de 2003     | Palomar              | NEAT                        |
| 161271 - | 2003 FK73              | 26 de març de 2003     | Haleakala            | NEAT                        |
| 161272 - | 2003 FD83              | 27 de març de 2003     | Palomar              | NEAT                        |
| 161273 - | 2003 FL83              | 27 de març de 2003     | Palomar              | NEAT                        |
| 161274 - | 2003 FT84              | 28 de març de 2003     | Anderson Mesa        | LONEOS                      |
| 161275 - | 2003 FU99              | 31 de març de 2003     | Kitt Peak            | Spacewatch                  |
| 161276 - | 2003 FD107             | 30 de març de 2003     | Socorro              | LINEAR                      |
| 161277 - | 2003 FR117             | 25 de març de 2003     | Palomar              | NEAT                        |
| 161278 - | 2003 FW128             | 24 de març de 2003     | Mérida               | I. Ferrin, C. Leal          |
| 161279 - | 2003 FB131             | 22 de març de 2003     | Palomar              | NEAT                        |
| 161280 - | 2003 GP4               | 1 d'abril de 2003      | Socorro              | LINEAR                      |
| 161281 - | 2003 GH14              | 1 d'abril de 2003      | Socorro              | LINEAR                      |
| 161282 - | 2003 GE18              | 4 d'abril de 2003      | Kitt Peak            | Spacewatch                  |
| 161283 - | 2003 GE35              | 8 d'abril de 2003      | Socorro              | LINEAR                      |
| 161284 - | 2003 GL43              | 9 d'abril de 2003      | Socorro              | LINEAR                      |
| 161285 - | 2003 HU11              | 25 d'abril de 2003     | Anderson Mesa        | LONEOS                      |
| 161286 - | 2003 HZ19              | 26 d'abril de 2003     | Haleakala            | NEAT                        |
| 161287 - | 2003 HN20              | 24 d'abril de 2003     | Anderson Mesa        | LONEOS                      |
| 161288 - | 2003 HQ22              | 24 d'abril de 2003     | Kitt Peak            | Spacewatch                  |
| 161289 - | 2003 HK23              | 25 d'abril de 2003     | Kitt Peak            | Spacewatch                  |
| 161290 - | 2003 HU28              | 26 d'abril de 2003     | Haleakala            | NEAT                        |
| 161291 - | 2003 HV29              | 28 d'abril de 2003     | Anderson Mesa        | LONEOS                      |
| 161292 - | 2003 HV44              | 28 d'abril de 2003     | Haleakala            | NEAT                        |
| 161293 - | 2003 HR46              | 28 d'abril de 2003     | Socorro              | LINEAR                      |
| 161294 - | 2003 JH14              | 8 de maig de 2003      | Haleakala            | NEAT                        |
| 161295 - | 2003 JF16              | 6 de maig de 2003      | Kitt Peak            | Spacewatch                  |
| 161296 - | 2003 KO3               | 23 de maig de 2003     | Kitt Peak            | Spacewatch                  |
| 161297 - | 2003 KG33              | 27 de maig de 2003     | Kitt Peak            | Spacewatch                  |
| 161298 - | 2003 LN4               | 4 de juny de 2003      | Socorro              | LINEAR                      |
| 161299 - | 2003 LR4               | 5 de juny de 2003      | Nogales              | Tenagra II                  |
| 161300 - | 2003 LJ5               | 6 de juny de 2003      | Kitt Peak            | Spacewatch                  |